# Haliplus immaculatus
Haliplus immaculatus är en skalbaggsart som beskrevs av Ulrich Gerhardt 1877. Haliplus immaculatus ingår i släktet Haliplus, och familjen vattentrampare. Arten är reproducerande i Sverige.